# True Love Waits
True Love Waits (TLW) - międzynarodowa organizacja chrześcijańska promująca czystość przedmałżeńską wśród uczniów i studentów. TLW została założona w kwietniu 1993 przez Południową Konwencję Baptystów i jest sponsorowana przez LifeWay Christian Resources. Organizacja opiera się na chrześcijańskim podejściu do ludzkiej seksualności, które wymaga wzajemnej wierności, nawet przed zawarciem małżeństwa.

## Ślubowanie
Przystępując do True Love Waits, składa się ślubowanie następującej treści:

Believing that true love waits, I make a commitment to God, myself, my family, my friends, my future mate and my future children
to be sexually abstinent from this day until the day I enter a biblical marriage relationship.

Ponadto, członkowie TLW przyrzekają zachowywać czystość serca, która nie ogranicza się do powstrzymywania się od współżycia przed ślubem, ale dotyczy również unikania nieczystych myśli i dotyku, pornografii oraz wszystkich zachowań, o których wiadomo, że prowadzą do pobudzenia seksualnego.
Często osoby, które złożyły ślubowanie, jako jego zewnętrzny wyraz noszą obrączkę, pierścionek lub wisiorek z wygrawerowanym napisem True Love Waits lub jego skrótem.

## Wpływ
W pierwszym roku działania ponad 102,000 młodych ludzi złożyło ślubowanie. Pomysł rozpowszechnił się również wśród innych organizacji kościelnych, m.in. w kościele katolickim i Zborach Bożych. Jimmy Hester, jeden z założycieli, wyjaśnił, jak ślubowanie dodało odwagi wielu młodym: "Mieliśmy nastolatków, myślących, że są jedynymi osobami, które zachowały dziewictwo, w całej swojej szkole, dopóki nie podpisali ślubowania".
Kontynuowano kampanię wśród młodzieży, poszerzając działalność TLW na całe Stany Zjednoczone. Aby promować idee True Love Waits, organizacja wykorzystuje m.in. walentynki.
Znane osoby należące do TLW to Selena Gomez i Demi Lovato. Demi nosi swoją obrączkę TLW jako wisiorek, natomiast Selena nosi pierścionek TLW na palcu.